# Inverness-shire (circonscription du Parlement d'Écosse)
Avant les Actes d'Union de 1707, les barons comté de Inverness élisaient des commissaires pour les représenter au Parlement monocaméral d'Écosse et à la Convention des États. Le nombre de commissaires est passé de deux à quatre en 1693.
Après 1708, le Inverness-shire a envoyé un membre à la Chambre des communes de Grande-Bretagne et plus tard à la Chambre des communes du Royaume-Uni.

## Liste des commissaires du comté
- 1628–33, 1639–40, 1644–47 : Sir John Mackenzie, 1er Baronnet de Tarbat[1],[2] ;
- 1630 : Sir Robert Gordon, 1er Baronnet[3] ;
- 1646–47: Laird de Kynneries [2] ;
- 1646–47, 1649 : Sir James Fraser de Brae[4] ;
- 1649 : Sir Robert Munro, 3e Baronnet de Foulis[5] ;
- 1649–51 : William Fraser de Culbokie[4] ;
- 1661–63 : Sir John Urquhart de Cromarty[6] ;
- 1661–63 : Collene McKenzie de Reidcastell[6] ;
- 1665 convention : William Robertson de Inchis[7] ;
- 1667 convention : non représentée ;
- 1669–74 : Lauchlan McIntosh de Torrcastle[8] ;
- 1669–74 : John Forbes de Culloden[8] ;
- 1678 (convention) : Hew Fraser de Belladrum[9] ;
- 1678 (convention) : John Macleod de Dunvegan[9] ;
- 1681–82 (à la place du laird de Dunvegan, malade), 1685–86 : Laughlan McIntosh de Torcastle[10] ;
- 1685–86 : Hugh Fraser le jeune de Belladrum[10] ;
- 1689 (convention), 1689-1702 : Duncan Forbes de Culloden[11] ;
- 1689 (convention), 1689–1701, 1702–05 : Ludovick Grant[12] ;
- 1702-07 : Alexander Grant[13].